# Serrejón
Serrejón ist ein spanischer Ort und eine Gemeinde (municipio) mit 407 Einwohnern (Stand: 2024) in der Provinz Cáceres in der Autonomen Gemeinschaft Extremadura.

## Lage und Klima
Serrejón liegt im Osten der Provinz Cáceres in einer Höhe von ca. 340 m. Der Tajo begrenzt die Gemeinde im Süden. Ein Teil der Gemeinde liegt im Nationalpark Monfragüe. Die Entfernung zur Hauptstadt Cáceres beträgt ca. 80 km (Fahrtstrecke) in südwestlicher Richtung. Das Klima ist meist warm und trocken; der eher spärliche Regen (706 mm/Jahr) fällt hauptsächlich im Winterhalbjahr.

## Bevölkerungsentwicklung
| Jahr      | 1970 | 1981 | 1991 | 2001 | 2011 | 2021 |
| Einwohner | 830  | 619  | 488  | 491  | 447  | 406  |

Die zunehmende Mechanisierung der Landwirtschaft, die Aufgabe bäuerlicher Kleinbetriebe („Höfesterben“) und die daraus resultierende Arbeitslosigkeit auf dem Land haben seit den 1950er Jahren zu einem deutlichen Rückgang der Einwohnerzahlen geführt.

## Sehenswürdigkeiten
- Ildefonso-Kirche (Iglesia de San Ildefonso)

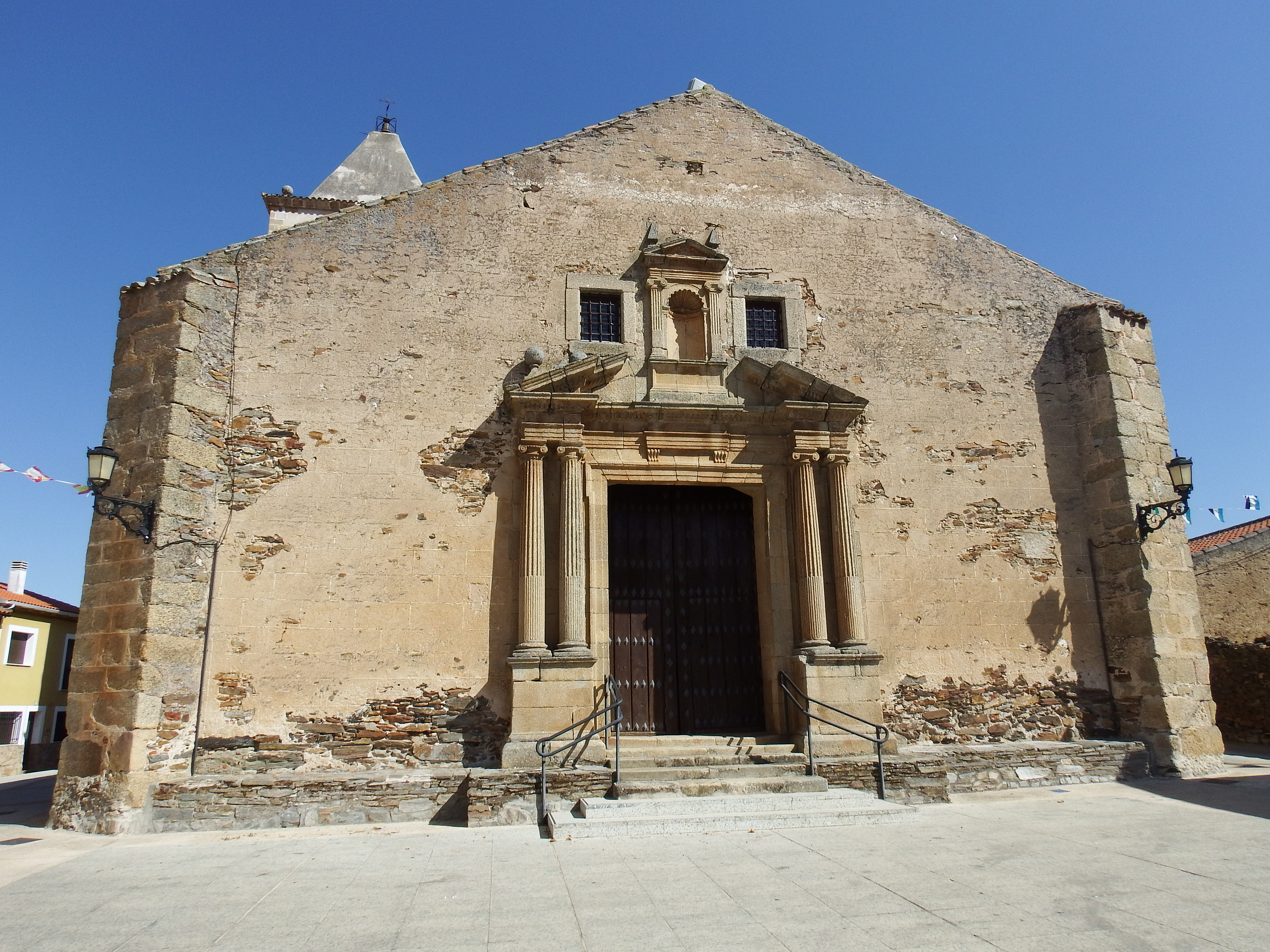
Ildefonso-Kirche
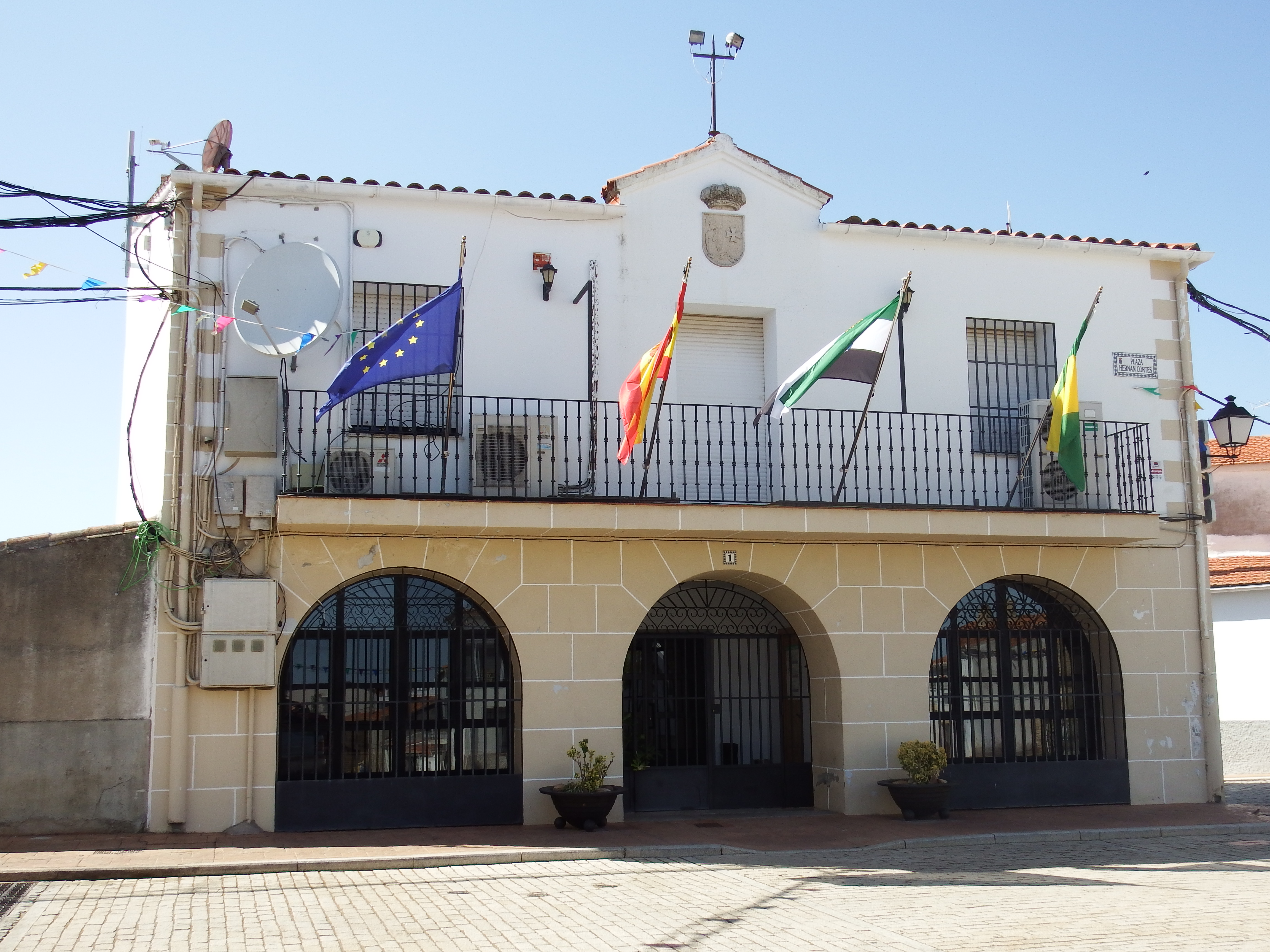
Rathaus